# 美国陆军职业列表
美國陸軍利用不同的人員管理系統來劃分士兵的專業範疇。
入伍士兵通過他們被分配的工作劃分爲不同的軍事職業專業範疇（MOS），軍事職業專業範疇由一個兩位數字和一個英文字母構成。這個兩位數字代表士兵的職業組別。例如：一個入伍士兵的軍事職業專業範疇是“11B”，這代表該名士兵是一個步兵，屬於“11”號職業組別。
军官则是根据他们专攻的方向（AOC)来划分，跟入伍士兵一样，专攻方向也是用两位数字加上一个英文字母组成。相关的专攻方向根据美国陆军分支机构归类成组别，或者根据更广阔的功能组别（FA）归入同一组。通常军官会从一个专攻方向开始，然后慢慢升级到更广阔的功能组别。
技术官根据技术官軍事職業專業範疇（WOMOS）来划分，并用三位数字加上一个英文字母来表示。相关的技术官軍事職業專業範疇根据陆军分支机构归为同一组别。

## 美国陆军步兵
军官
- 11A 陆军 军官

入伍士兵
- 11B 步兵 (包括前 11M [机械化步兵] 和 11H [反装甲步兵]) 11B 步兵是美国陆军的基本軍事職業專業範疇。
- 11C 间接火力步兵 (迫击炮手)
- 11X 未分类步兵 (入伍选项, 新兵训练时分类)
- 11Z 步兵高级士官

## 美国陆军工兵
- 1999年之前, 工兵有“12”和“83”两个系列。
- 在1999年, CMF 83 被更改成 CMF 51。
- 在2004年, CMF 51 被更改成 CMF 21。
- 在2004年, 工兵由“12”改到“21”。
- 在2009年, 工兵又由“21”改回“12”。
- 在2013年, 工兵军官 12B (战斗工程兵) 和 12D (设施/合同建造管理工程兵 (FCCME)) 被赋予 12A 编号。

军官
- 12A 普通工兵

技术官
- 120A 建造工程技术员
- 125D 地理空间信息技术员

入伍士兵
- 12B 战斗工程兵
- 12C 架桥兵
- 12D 机动车驾驶员
- 12G 采石技术员
- 12H 建造工程主管
- 12K 管道工
- 12M 消防兵
- 12N 水平建造工程兵
- 12P 发电技术员
- 12Q 配电技术专家
- 12R 内部电工
- 12T 技术工程师
- 12V 混凝土和沥青设备操作工
- 12W 木工和大理石专家
- 12X 普通工程主管
- 12Y 地理空间工程师
- 12Z 战斗工兵高级士官

## 野戰炮兵
軍官
- 13A 野戰炮兵 軍官

技術官
- 131A 野戰炮兵目標技術員

入伍士兵
- 13B 火炮組組員
- 13C 戰術火控系統專家(已過時)
- 13D 野戰炮兵戰術數據系統專家(已過時)
- 13E 火炮火力方向專家(已過時)
- 13F 火力支援專家
- 13J 火力控制專家
- 13M 多聯裝火箭系統/高機動火箭系統組員
- 13P 多聯裝火箭系統操作員/火力方向專家(已過時)
- 13R 野戰炮兵雷達操作員(已過時)
- 13T 野戰炮兵氣象觀察員(已過時)
- 13Z 野戰炮兵高級士官

## 領章列表

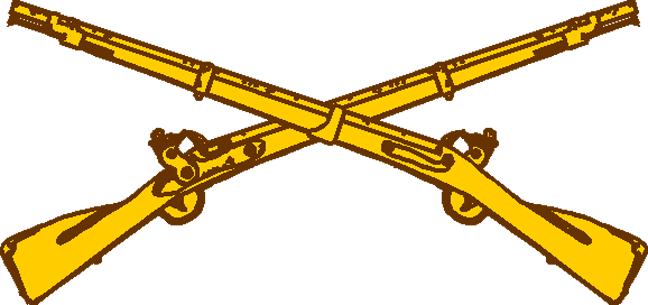
美國陸軍步兵領章
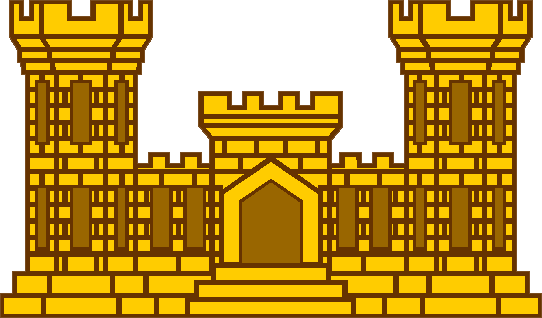
美國陸軍工兵領章
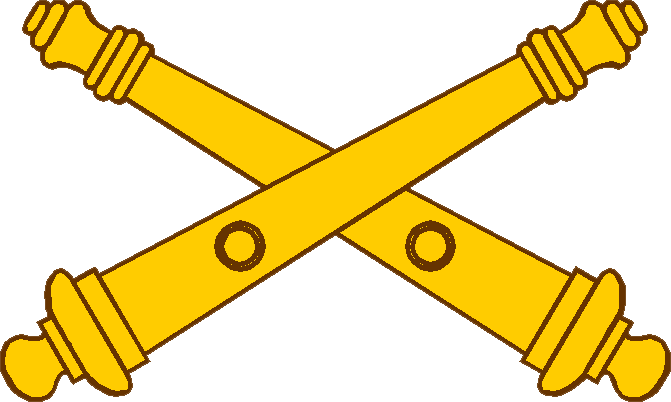
美國陸軍砲兵領章
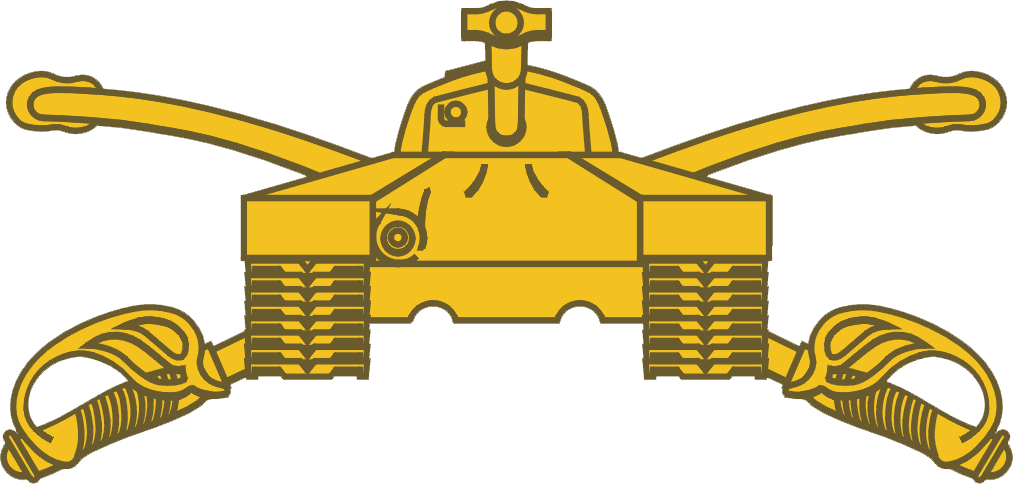
美國陸軍裝甲兵領章
美國陸軍通訊兵領章
美國陸軍化學兵領章
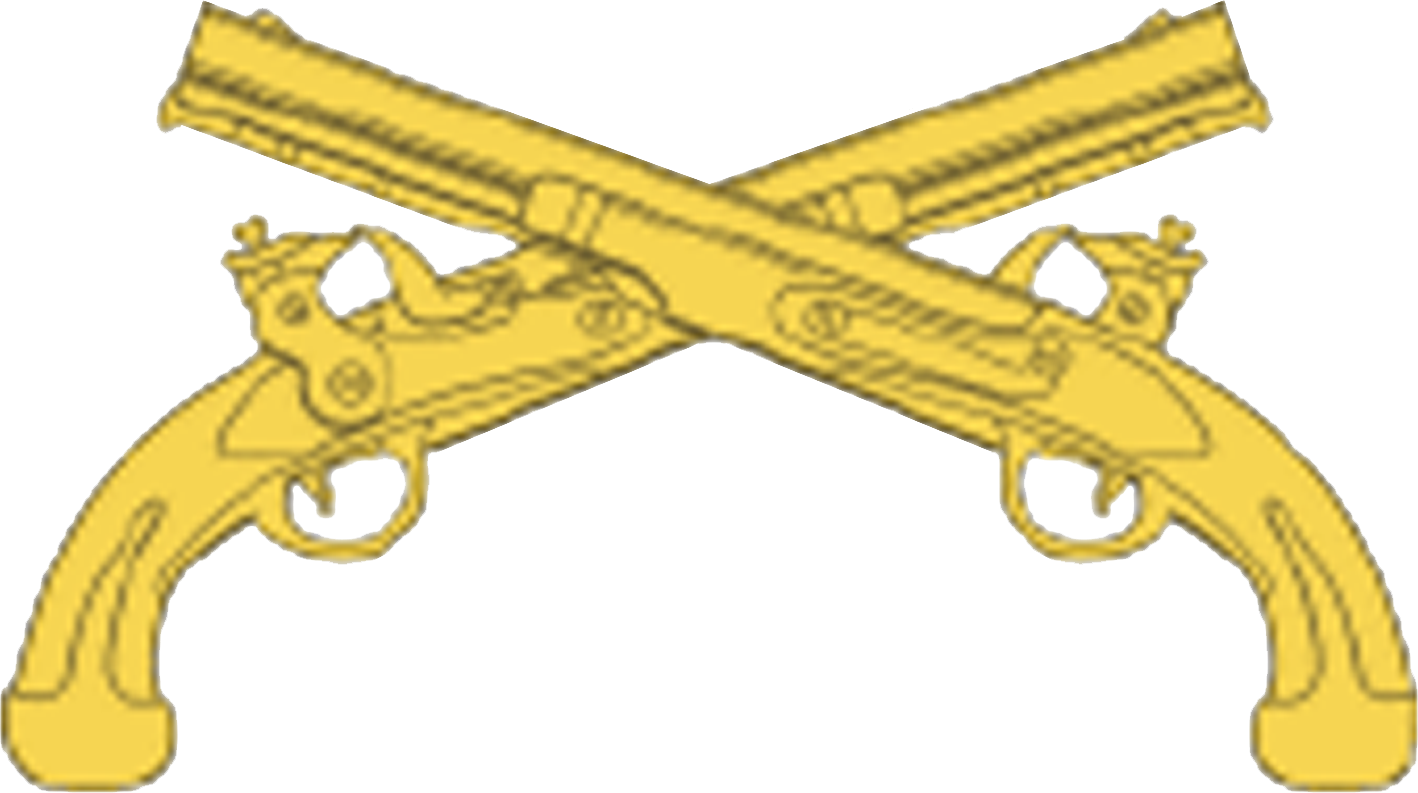
美國陸軍憲兵領章
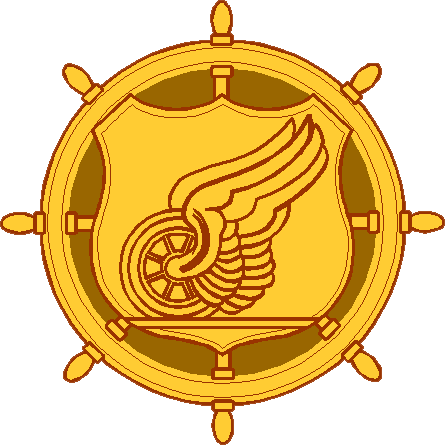
美國陸軍運輸兵領章
美國陸軍防砲兵領章
美國陸軍航空兵領章
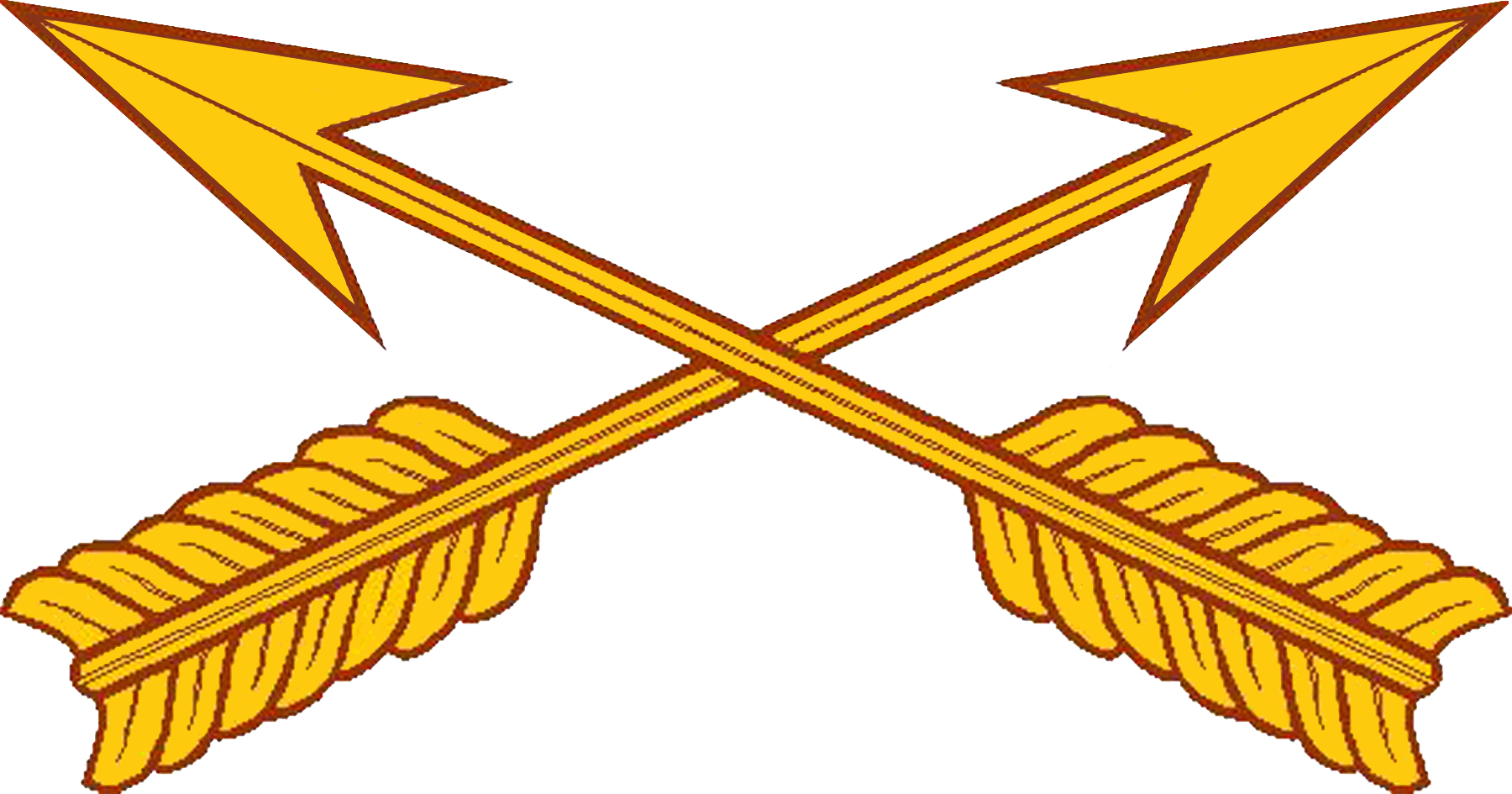
美國陸軍特種部隊領章
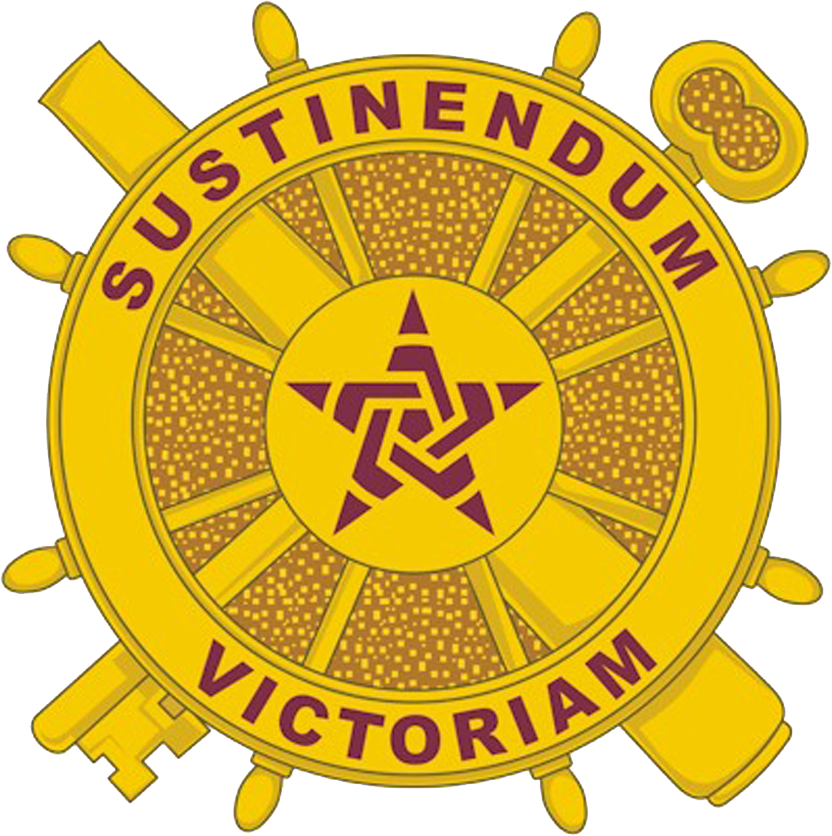
美國陸軍後勤兵領章
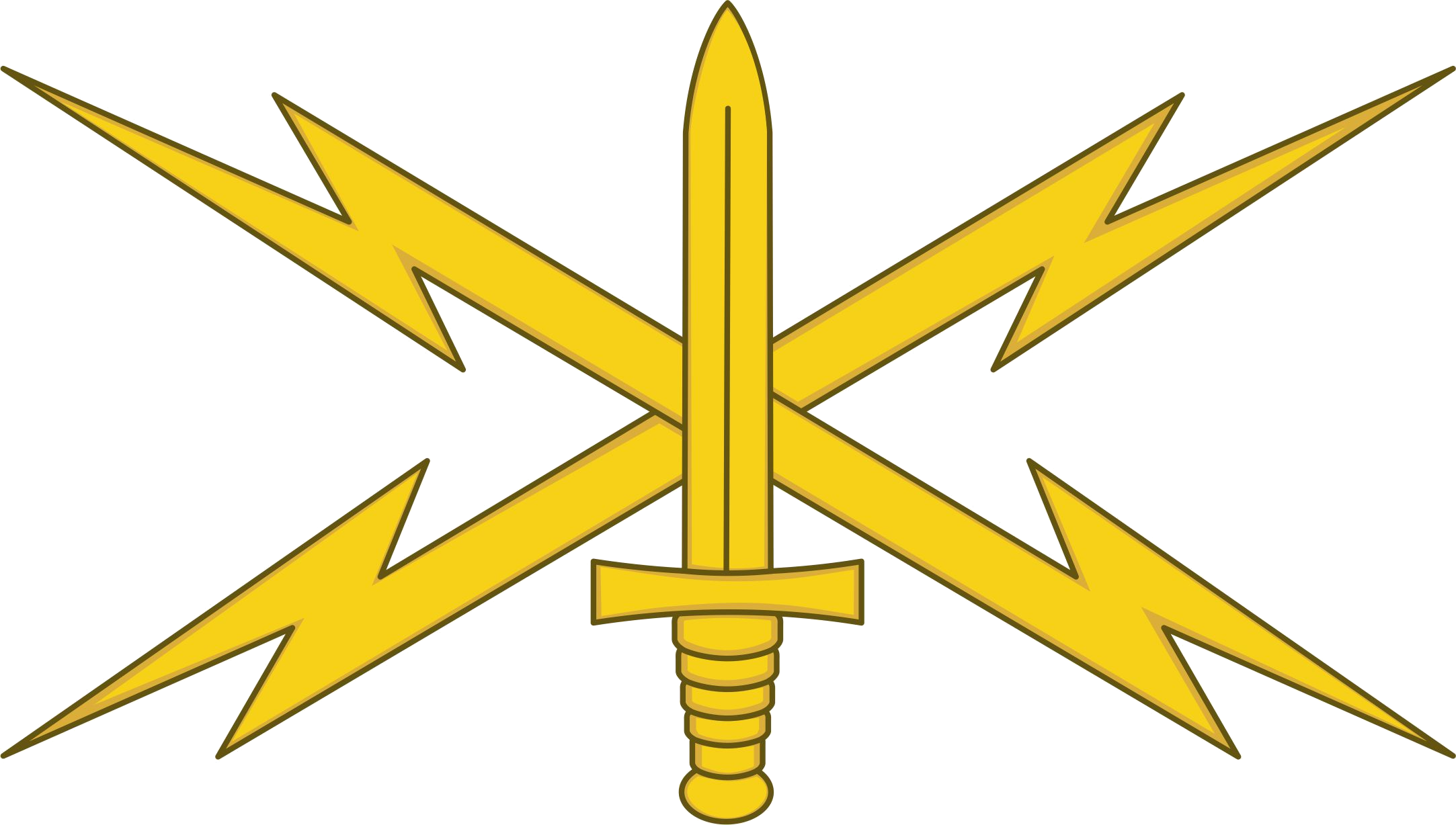
美國陸軍網路兵領章
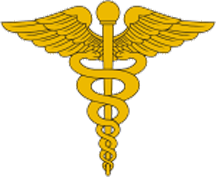
美國陸軍軍醫領章
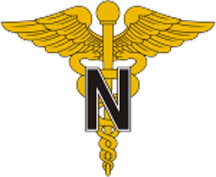
美國陸軍護理領章
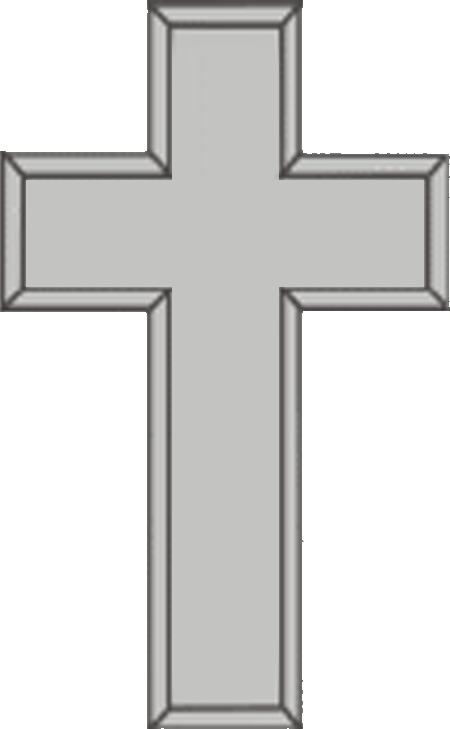
美國陸軍基督牧師領章
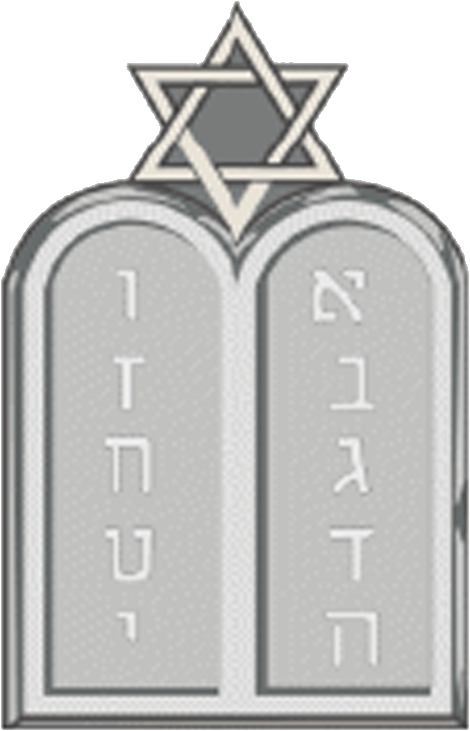
美國陸軍猶太牧師領章
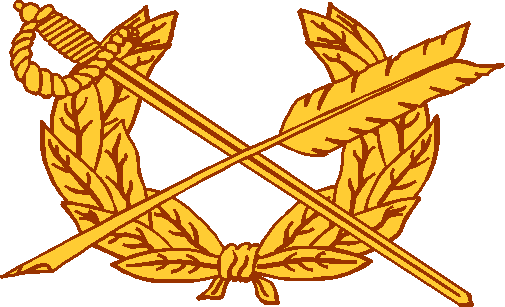
美國陸軍軍法領章
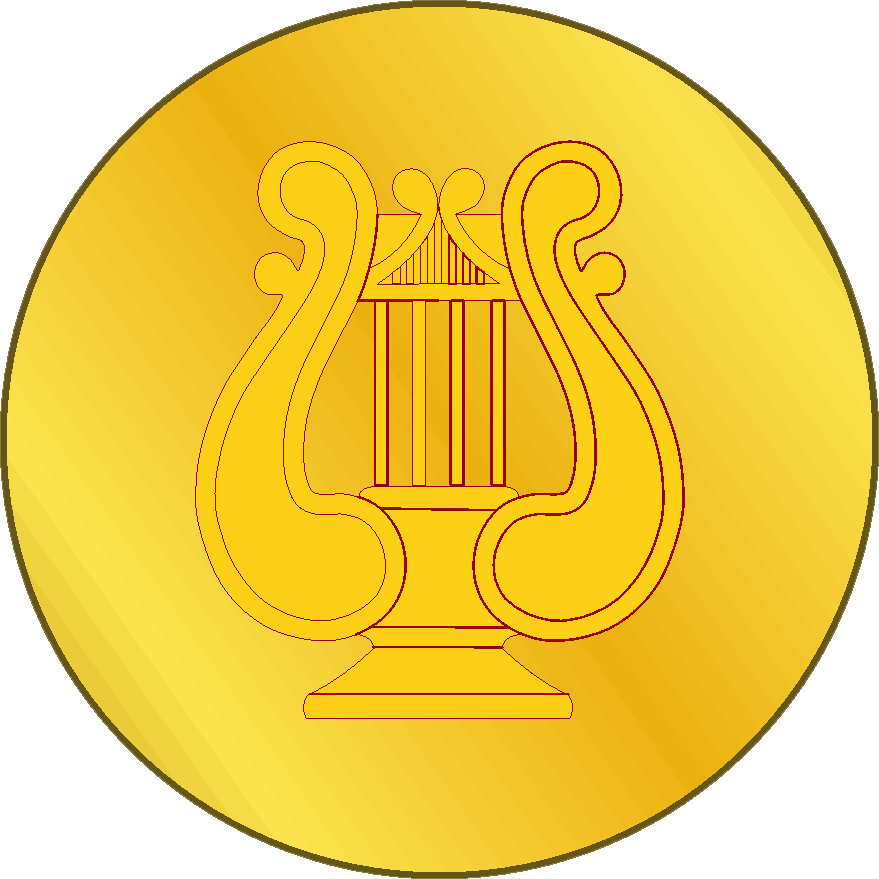
美國陸軍軍樂兵領章